# Gnosjö (commune)
La commune de Gnosjö est une commune suédoise du comté de Jönköping. 9 509 personnes y vivent. Son siège se trouve à Gnosjö.

## Localités
- Åsenhöga
- Brännehylte
- Gnosjö
- Hillerstorp
- Kulltorp
- Målskog
- Marås
- Marieholm
- Nissafors
- Törestorp